# Dragoljub Jacimović

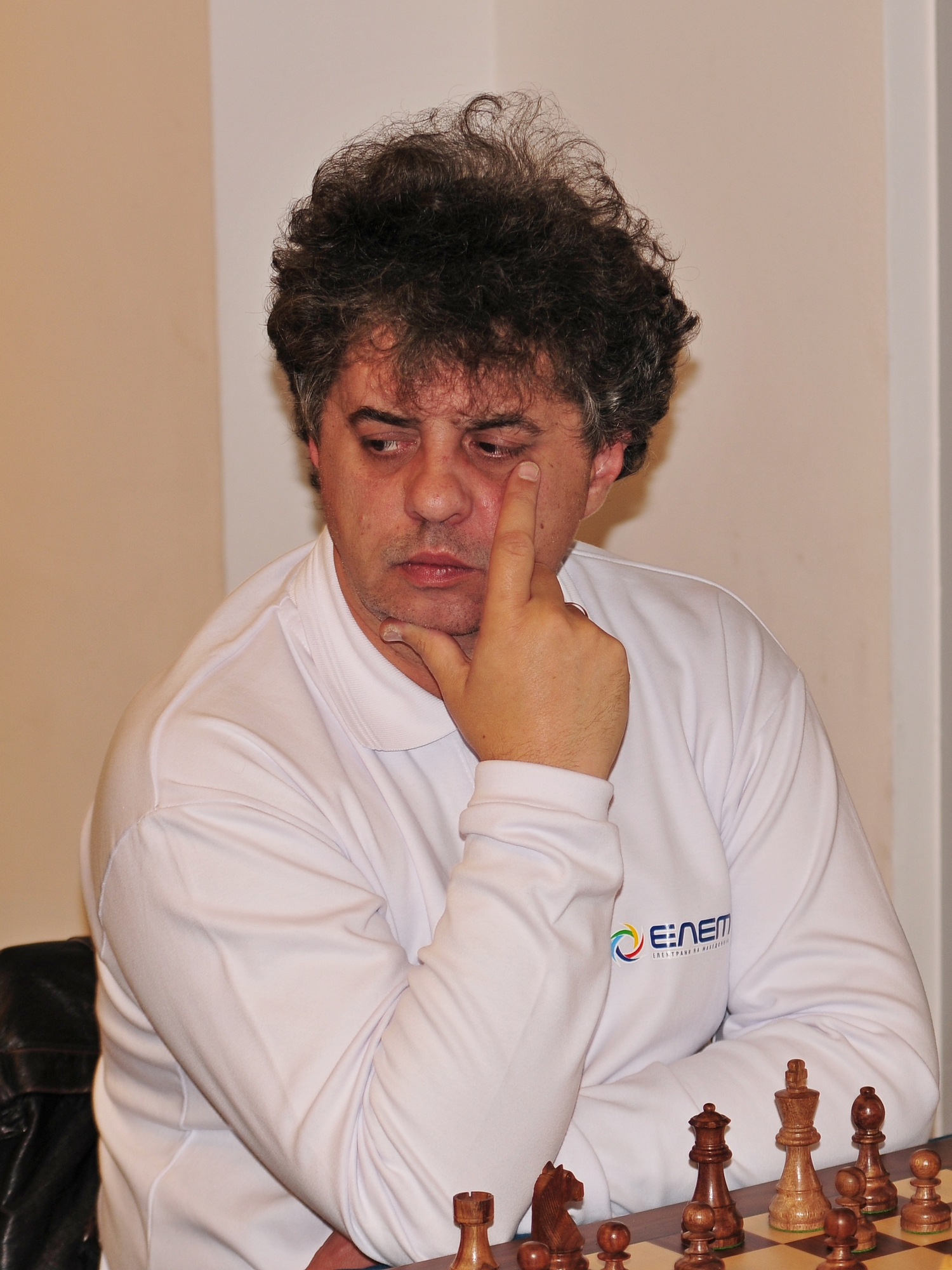

Dragoljub Jacimović (Macedonisch: Драгољуб Јачимовиќ) (10 januari 1964) is een schaker uit Noord-Macedonië. Sinds 2001 is hij een grootmeester (GM). In 1996 en in 1998 was hij kampioen van Macedonië, in 2000 behaalde hij een individuele gouden medaille op de 34e Schaakolympiade.

## Belangrijkste resultaten
Dragoljub Jacimović speelde twee keer in een finale van het schaakkampioenschap van Joegoslavië: 1985 en 1991. Nadat in 1991 Macedonië onafhankelijk was geworden, was Jacimović een van de leidende Macedonische schakers. Hij nam meerdere malen deel aan het Macedonisch kampioenschap, met als beste resultaten: winnaar in 1996, gedeeld 1e–3e in 2005, gedeeld 2e–3e in 2007 en gedeeld 3e–5e in 2008. In 1998 werd Dragoljub Jacimović derde in het Internationale Schaaktoernooi in Skopje, in 2011 werd hij in dit toernooi gedeeld 1e–5e. 
In 1990 werd hij Internationaal Meester (IM), in 2001 werd hij grootmeester (GM). Bij de FIDE heeft hij daarnaast sinds 2015 de titel Developmental Instructor.

## Nationale teams
Dragoljub Jacimović speelde met het nationale team van Noord-Macedonië in de volgende Schaakolympiades:
- in 1994, aan bord 3, in de 31e Schaakolympiade in Moskou (+4 =5 –3)
- in 1996, aan bord 4, in de 32e Schaakolympiade in Jerevan (+5 =5 –2)
- in 1998, aan bord 3, in de 33e Schaakolympiade in Elista (+4 =4 –2)
- in 2000, aan bord 3, in de 34e Schaakolympiade in Istanboel (+6 =2 –1) waarmee hij een individuele gouden medaille won (7 pt. uit 9 partijen)
- in 2006, aan bord 4, in de 37e Schaakolympiade in Turijn (+1 =5 –1)

Dragoljub Jacimović speelde voor Noord-Macedonië in het Wereldkampioenschap schaken voor landenteams:
- In 2001, aan bord 3, in het 5e WK landenteams in Jerevan (+0 =3 –2)

Hij speelde voor Noord-Macedonië in het Europees kampioenschap schaken voor landenteams:
- In 1997, aan het eerste reservebord in het 11e EK landenteams in Pula (+2 =5 –0)
- In 2001, aan bord 4 in het 13e EK landenteams in León (+2 =3 –2)
- In 2005, aan bord 3 in het 15e EK landenteams in Göteborg (+1 =2 –3)
- In 2013,  aan het eerste reservebord in het 19e EK landenteams in Warschau (+1 =2 –0)

## Externe koppelingen
- (en)   Informatie over schaakpartijen van Dragoljub Jacimović op ChessGames.com
- (en)   Informatie over schaakpartijen van Dragoljub Jacimović op 365chess.com
- (en)  FIDE-ratinggegevens voor Dragoljub Jacimović